# Овчаров, Димитр Савов
Димитр Савов Овчаров (болг. Димитър Савов Овчаров; 28 апреля 1931, София — 23 мая 2013, там же) — известный болгарский археолог и искусствовед, занимавшийся средневековой историей, археологией, искусством и культурой. Отец археолога Николая Овчарова, специалиста по средневековой истории. Руководил археологическими экспедициями в Преславе и Плиске.

## Биография
Родился 28 апреля 1931 года в городе София. Окончил в 1956 году Софийский университет по специальности «История», профиль «Археология». С 1956 по 1959 годы работал в секции «Возрождение» окружного исторического музея Велико-Тырново, в 1960 году стал директором окружного музея в городе Тырговиште. Димитр и его супруга Мария стали основоположниками профессионального музейного дела в Тырговиште, сделав музей отдельным культурным институтом. В 1968—1974 годах Овчаров работал научным сотрудником в Национальном военно-историческом музее Софии, в 1974—2001 годах — старший научный сотрудник Археологического института и музея Болгарской академии наук (в 1983—1993 — руководитель отдела средневековой археологии). На протяжении 20 лет Овчаров являлся редактором журнала «Археология» (главный редактор в 1993—2001 годах). С 2003 года и до конца жизни — член редакционного совета журнала «Паметници Реставрация Музеи». В 1992—1993 годах — директор Национального археологического института.
Овчаров занимался средневековой историей, археологией, искусством и культурой. Преподавал общую археологию, древнеболгарскую культуру и религию, средневековое искусство в Софийском университете, Славянском университете, Новом болгарском университете и Национальной художественной академии. 4 ноября 2011 получил звание почётного гражданина Тырговиште.
Скончался 23 мая 2013 года в Софии после продолжительной болезни.